# Crónica de Vivar
La Crónica de Vivar, cuyo título completo es Crónica y relación copiosa y verdadera de los reinos de Chile, es un detallado manuscrito de 1558 escrito por Jerónimo de Vivar, un soldado e historiador español que acompañó a Pedro de Valdivia en su expedición a Chile.
El texto fue la primera crónica sobre el periodo de la historia chilena conocido como conquista de Chile, manuscrito del cual hasta mediados del siglo XX solo se tenían referencias de terceros: el jesuita Diego de Rosales (1674) y Antonio de León Pinelo (1737), entre otros. La pérdida del manuscrito fue lamentada por importantes historiadores chilenos del siglo XIX, como Diego Barros Arana, quien en 1884 escribió: «[...] quizá daba una luz completa sobre la historia de la conquista de Chile y habría facilitado sobremanera el trabajo de investigación».

## Hallazgo del manuscrito
El manuscrito solo fue encontrado a mediados del siglo XX, cuando lo adquiere el arqueólogo e historiador valenciano José Chocomeli Galán, en una partida de libros antiguos en Valencia. Chocomeli fue delegado del Servicio de Recuperación del Patrimonio Artístico en España. De esta época procede su hallazgo del manuscrito de Jerónimo de Vivar. 

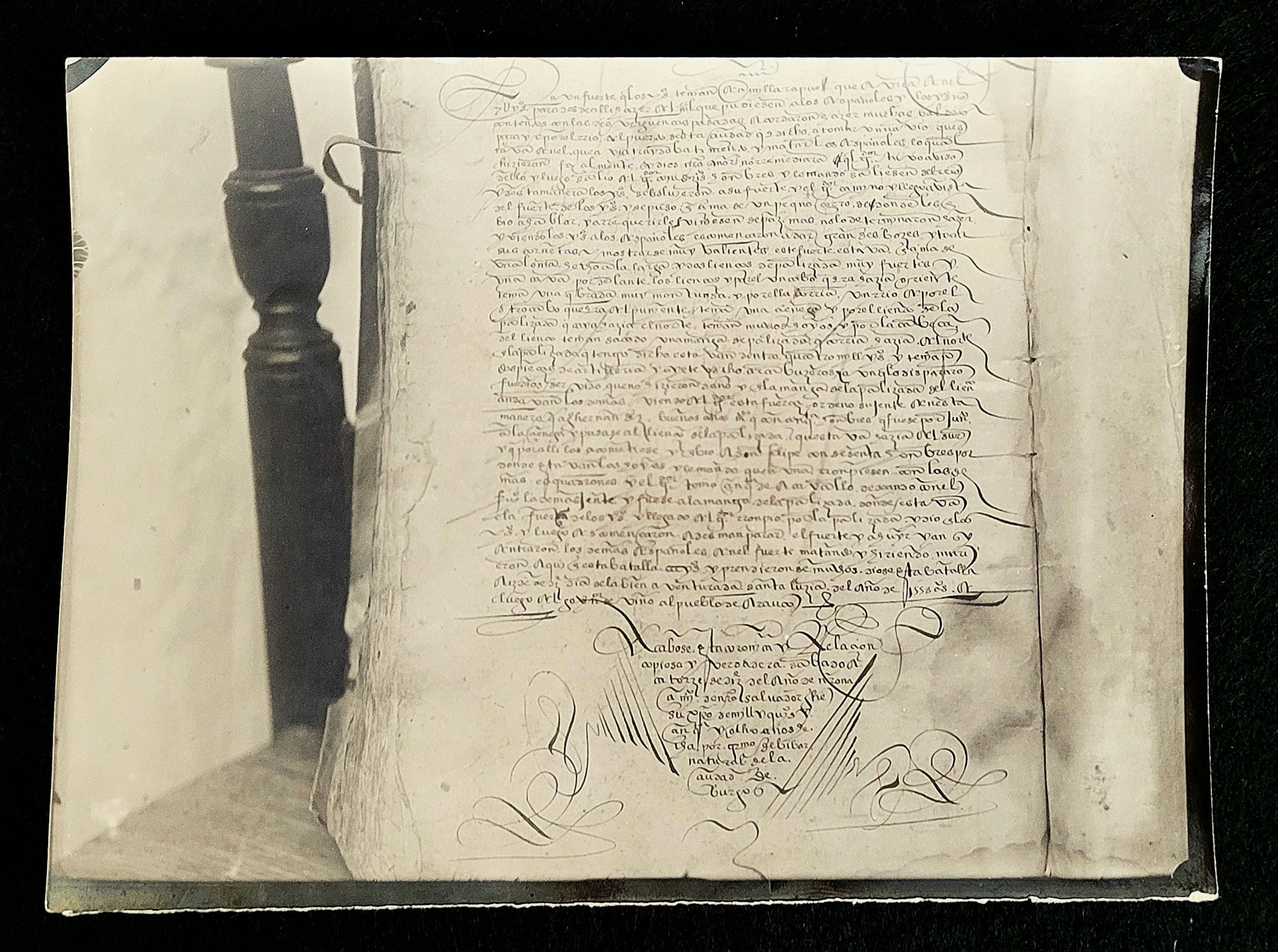
Foto de la Crónica de Vivar tras su redescubrimiento en 1938

A causa de la guerra civil española, Chocomeli huyó de España a Francia, dejando el manuscrito depositado en un Banco en Perpignán (Francia) donde permaneció durante la guerra. Después de su muerte (1946) la Crónica de Vivar fue rematada por la firma suiza Nicolás Rauch de Ginebra, adjudicada por la sociedad Kenneth Nebenzahl, y traspasada posteriormente a la Biblioteca Newberry de Chicago, donde se encuentra en la actualidad. 
De este manuscrito conocemos tres transcripciones publicadas. 
1. La primera publicación fue realizada en Santiago de Chile en 1966[4] por el Fondo Histórico y Bibliográfico José Toribio Medina y la Biblioteca Newberry, poseedora actual del manuscrito. Esta fue una versión facsimilar paleografiada, a plana y renglón, con transcripción de Irving Leonard.
2. Una edición a cargo de Leopoldo Saéz-Godoy, publicada por La Biblioteca Ibero-Americana en Berlín, en la editorial Colloquium (1979[5]).
3. Una edición realizada por Ángel Barras G. (DASTIN, S.L., Madrid, 2001) en la colección Crónicas de América. Esta versión permitió que el documento se hiciera conocido en España.

## Polémica
Tanto antes como después del hallazgo del manuscrito y de su publicación, la biografía de Vivar fue un asunto discutido.  
Se ha señalado la posibilidad de que Jerónimo de Vivar fuera un seudónimo de Juan de Cárdenas, secretario y escribano de Valdivia. Por ejemplo, en la edición de Barcia del texto de León Pinelo (1737), se identifica a Vivar como secretario de Pedro de Valdivia, lo que retoma luego el abate Juan Ignacio Molina (1787). 

En 1876, Luis Montt señala:  
"La autoridad de León Pinelo, bibliógrafo diligentísimo es indudable en cuanto a la existencia del libro i al oficio de su autor. Es igualmente indudable que hasta 1554, fecha de la muerte de Valdivia, no hubo en Chile ninguno Jerónimo de Vivar. Los documentos que se conocen del primer período de la historia, consignan cuando menos una firma, un nombre, una referencia, algo que nos recuerda a cada uno de los conquistadores, desde el jefe hasta el pregonero, i ninguno menciona a Jerónimo de Vivar, ni las provisiones de Valdivia se ven refrendadas por otro secretario que el escribano Juan Pinel, i desde 1547 en adelante por Juan Cárdena... Nada hubiera tenido de estraño, i de ello hai ejemplo en la historia de las falsificaciones literarias, que Cárdena, joven osado i travieso, según lo calificaban sus contemporáneos, i cuyo apellido recuerda un lugar clasico en la leyenda del Cid, al buscar un seudónimo para firmar su crónica, adoptase el apellido de Vivar del héroe castellano (citado en Antei 117)".  
Sin embargo, en los Documentos inéditos para la Historia de Chile, recopilados por Toribio Medina (1900, tomo XXII), en las declaraciones del "proceso de Villagra" aparece el nombre de Jerónimo de Vivar. Allí declara en la ciudad de Santiago el año 1558 un Jerónimo de Vivar de "treinta y tres años, poco más o menos", que conocía a Francisco de Villagra:
"...de once años a esta parte [...] é que conoció al dicho Pedro de Valdivia, gobernador que fué destas provincias de Chile".
Barral Gómez (1988) afirma que la hipótesis del seudónimo pierde consistencia, ya que las actuaciones conocidas de Jerónimo de Vivar y de Cárdena no permitían sustentar ninguna coincidencia entre ellos. 
Orellana (1988 y 2006) plantea que el cronista habría nacido en la aldea de Vivar, probablemente en 1524 o 1525, y que habría recibido educación en el convento de frailes Jerónimos de Guadalupe (del monasterio de Fresdeval en las proximidades de la localidad de Vivar), y que tras su paso a Chile hacia 1549, se habría desempeñado como soldado de a pie y arcabucero de Pedro de Valdivia.
Como se ve, distintos autores han tomado posiciones respecto a la autoría del manuscrito, a la existencia del cronista, su papel en la conquista de Chile y otros detalles relacionados con una brumosa biografía.